# Oleksandr Turčynov
Oleksandr Valentynovič Turčynov (in ucraino Олександр Валентинович Турчинов?; Dnipro, 31 marzo 1964) è un politico ucraino.
Ha ricoperto la carica di primo ministro ad interim dell'Ucraina per un breve periodo, dal 3 all'11 marzo 2010, a seguito della caduta del governo di Julija Tymošenko, e fino alla formazione del nuovo governo di Mykola Azarov. Durante le proteste contro Janukovyč è nominato presidente del Consiglio Supremo (il Parlamento ucraino) ad interim e primo ministro ad interim. Successivamente, a seguito della destituzione di Viktor Janukovyč, ha ricoperto anche la carica di presidente dell'Ucraina ad interim.

## Biografia
Oleksandr Turčynov si diplomò all'Istituto metallurgico di Dnipro nel 1986, dopo aver lavorato a Krivorižstal. È un vecchio alleato di Julija Tymošenko, con la quale svolse diverse attività di commercio a Dnipro. Nel 1993 fu nominato consigliere in materia economica dall'allora primo ministro Leonid Kučma. Nel dicembre 1993 co-fondò e divenne vicepresidente dell'Unione degli industriali e degli imprenditori ucraini; nel 1994 creò il partito politico Hromada, insieme a Pavlo Lazarenko. Fu inoltre direttore dell'Istituto di riforme economiche dal gennaio 1994 al marzo 1998, e capo dei laboratori di ricerca economica dell'Accademia nazionale delle scienze dell'Ucraina.

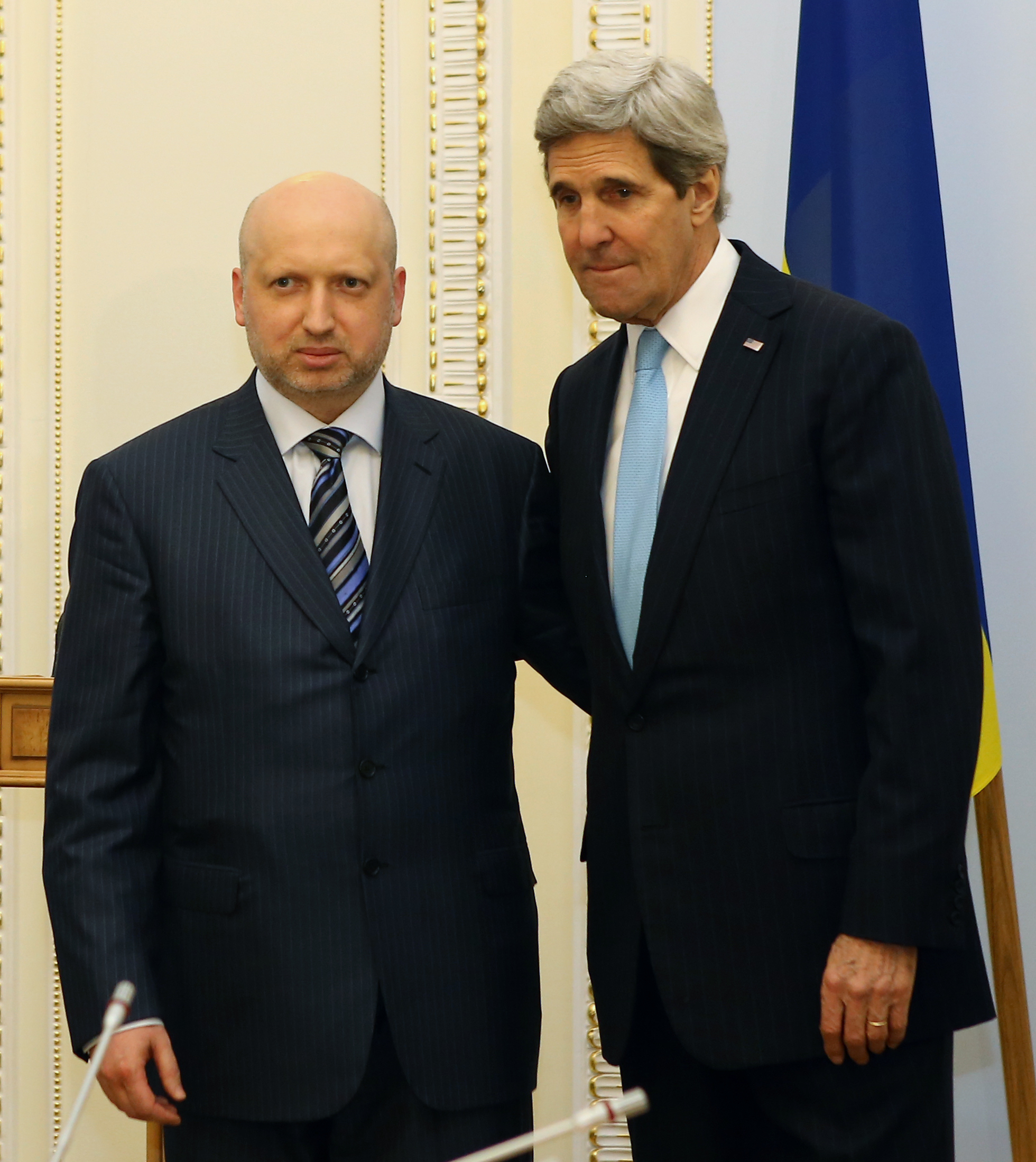
Turčynov e il segretario di Stato degli Stati Uniti d'America John Kerry

Alle elezioni parlamentari del 1998 fu eletto alla Verchovna Rada, come membro del partito Gromada; dopo lo scandalo di Lazarenko, lasciò il partito (maggio 1999) insieme al partito "Patria" di Julija Tymošenko. Fu rieletto al Parlamento in occasione delle elezioni parlamentari del 2002 e ancora nelle elezioni parlamentari del 2006, come membro del Blocco Julija Tymošenko (BJuT).
Il 4 febbraio 2005 Turčynov fu nominato come capo dei servizi segreti ucraini, il primo civile ad aver mai ricoperto tale carica. Nella primavera del 2008 fu il candidato del BJuT e di Ucraina Nostra alla carica di sindaco di Kiev, in cui arrivò secondo con 218.600 voti (il 19,13% del totale).
Nel dicembre 2009, durante la campagna per le elezioni presidenziali del 2010, Turčynov accusò il presidente dell'Ucraina Viktor Juščenko ed il capo dell'opposizione Viktor Janukovyč di aver coordinato le proprie azioni per tentare di rovesciare il secondo governo di Julija Tymošenko.
Il 3 marzo 2010, dopo la caduta del governo, il primo ministro Julija Tymošenko si dimise e Turčynov assunse gli incarichi di primo ministro fino alla formazione di un nuovo governo, fatto avvenuto l'11 marzo.

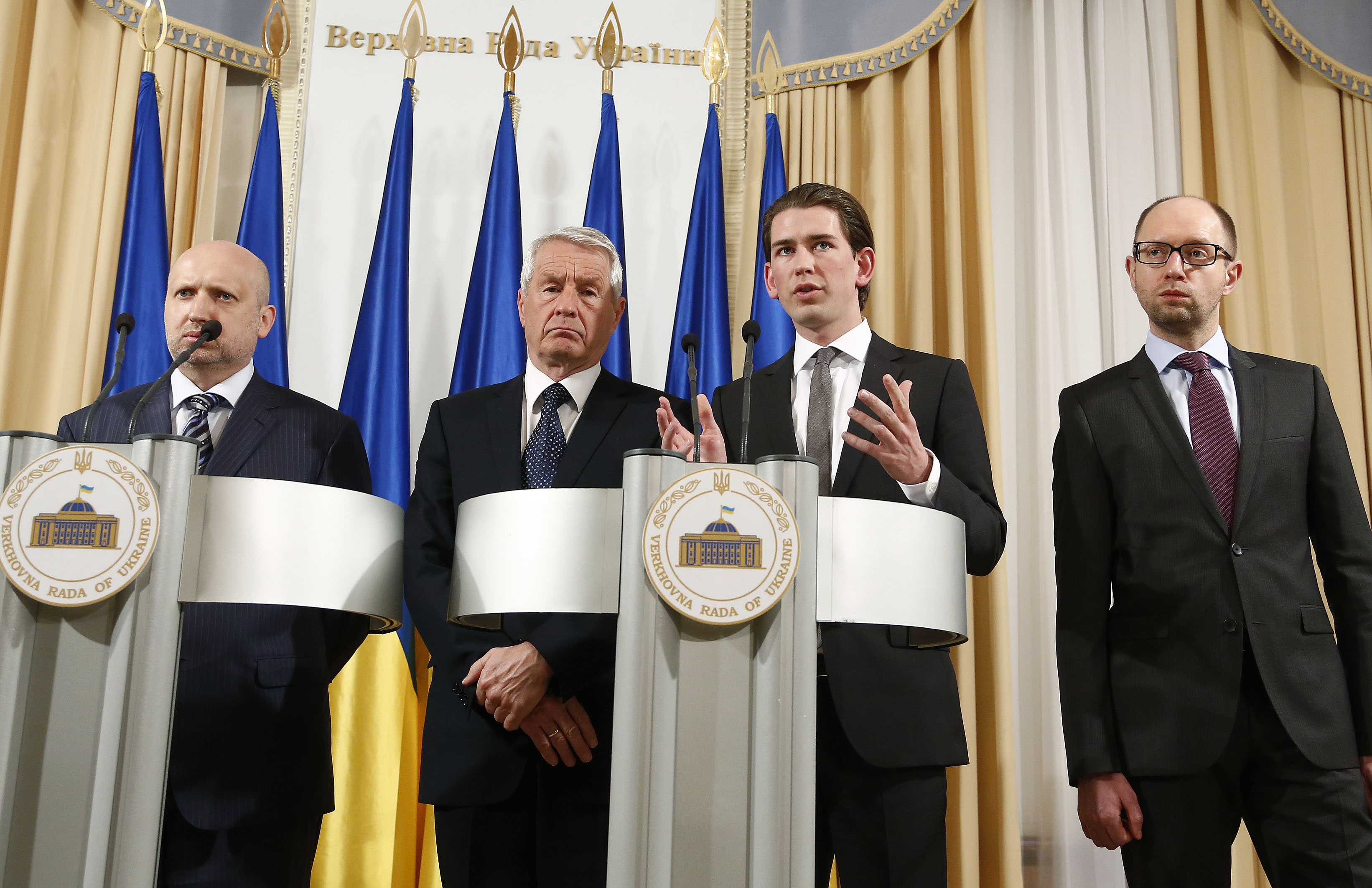
Turčynov e Arsenij Jacenjuk con Sebastian Kurz e Thorbjørn Jagland nel 2014

Il 22 febbraio 2014 è stato eletto nuovo presidente della Verchovna Rada, il Parlamento dell'Ucraina con 288 voti su 326 presenti (sostenuto da tutte le opposizioni con la non partecipazione del Partito delle Regioni del presidente filorusso Janukovyč), carica che ha ricoperto fino al 27 novembre 2014, ed anche presidente e primo ministro "ad interim" dell'Ucraina in seguito alle vicende dell'Euromaidan.
Nel suo governo ad interim trovarono spazio diversi esponenti di Svoboda, partito politico nazionalista di estrema destra, tra cui il vice primo ministro Oleksandr Sych, il ministro dell'agricoltura Ihor Švajka e il ministro dell'ambiente Andriy Mokhnyk, mentre Andrij Parubij, co-fondatore di Svoboda e uno dei capi della rivoluzione arancione del 2004, oltreché comandante del campo di protesta  durante l'Euromaidan, fu segretario del Consiglio per la sicurezza e la difesa nazionale dell'Ucraina, coordinando offensive contro i separatisti filo-russi dell'Ucraina orientale.
Dal 16 dicembre del 2014, dopo le dimissioni da presidente della Verchovna Rada, è stato segretario del Consiglio per la sicurezza e la difesa nazionale dell'Ucraina fino al 28 maggio 2019.

## Posizione sui matrimoni omosessuali
Nell'agosto 2007 Turčynov replicò alle accuse di conservatorismo riguardo ai matrimoni omosessuali: "Non sono d'accordo. Se una persona ha vedute normali, allora lo etichettate come conservatore, ma quelli che utilizzano droghe o promuovono la sodomia, sono etichettati come progressisti. Tutte queste sono perversioni".